# Sultanato di Sulu
Il Sultanato di Sulu Dar al-Islam (Jawi: سلطنة سولو دار الإسلام) fu un sultanato tausūg islamico che governò sulle isole del mar di Sulu, nelle Filippine meridionali e in diversi luoghi nel Borneo settentrionale dal 1457 al 1917.
Il sultanato fu fondato nel 1457 dall'esploratore arabo Johore e dallo studioso di religione Sayyid Abu Bakr Abiri dopo aver creato un insediamento a Banua Buansa Ummah (Umma è un termine arabo per comunità).
Dopo il matrimonio di Abu Bakr e la principessa locale dayang-dayang Paramisuli, egli fondò il sultanato e assunse il titolo di Paduka Mahasari Maulana al-Sultan Sharif ul-Hāshim.
Oggi, l'istanza su chi sia il legittimo sultano di Sulu è disputata da diversi rami delle famiglie reali, sebbene la linea di successione ricade sul ramo Kiram della famiglia reale dal 1863 Jamalul (Agdam) Alam-Kiram.

## Società
Nella società del Sultanato di Sulu, la nobiltà si poteva ottenere solamente tramite legami sanguinei, in un sistema ereditario chiuso.
Esistevano due classi reali:
- Il titolo di Datu (o susultanun) era acquisito esclusivamente per lignaggio, detenuto da tutti i membri maschi della casata insieme a quello di "Sua Altezza Reale"; i membri adottati dalla casa reale di Sulu erano designati come "Sua Altezza". Le loro consorti detenevano automaticamente il titolo di Dayangdayang (principessa di primo grado), e quelle dei membri adottati adottavano anch'esse il titolo di "Sua Altezza".
- Il Datu Sadja era un titolo nobiliare a vita, e insieme alle loro consorti potevano essere chiamati "Sua Eccellenza". Poteva essere acquisito confermandoo i titoli (gullal) presso l'intermediario del sultano; il gullal veniva conferito ai cittadini comuni che avevano compiuto imprese o servizi eccezionali nell'adempimento del loro dovere, dimostrando valori come saggezza o coraggio.

I Maharlika, o popolani, non avevano alcuna ascendenza reale, ma le sottoclassi superiori ricoprivano ruoli amministrativi:
- Wakil Kesultanan - rappresentante regionale al di fuori del sultanato
- Panglima - rappresentante regionale all'interno del sultanato
- Parkasa - aiutante in campo del rappresentante regionale all'interno del sultanato
- Laksaman - rappresentante subregionale all'interno del sultanato

Tutti questi individui ricoprivano il titolo nobiliare Tuan direttamente correlato alla carica, seguito dal grado della carica ricoperta, dal nome, dal cognome e dalla regione. Le donne che ricevevano tali cariche venivano chiamate Sitti, sempre direttamente collegato alla carica e sempre seguito dallo stesso ordine di nomi.
Gran parte della società Sulu, al pari del sultanato di Maguindanao, era composta da bisaya (o banyaga), schiavi catturati durante le incursioni o acquistati nei mercati. Si stima che negli anni '50 circa metà della popolazione di Sulu fosse composta da schiavi bisaya e dominasse l'economia locale. Erano trattati per la maggior parte come cittadini comuni, con case di proprietà, e si occupavano della coltivazione di campi e della pesca per conto della nobiltà; ogni tentativo di fuga era però severamente punito, e un gran numero di schiavi veniva venuduto a schiavisti europei, cinesi, e di Makassar e Bugis nelle Indie Orientali Olandesi.

## Galleria d'immagini

Bandiera ufficiale del sultanato sotto la guida del sultano Muedzul Lail Tan Kiram di Sulu.
Bandiera del sultanato di Sulu secondo Pierre Sonnerat.
Bandiera di guerra del sultanato di Sulu alla fine del XIX secolo.
Bandiera moderna di Jamalul Kiram III.